# Halfglanzende groefbij
De halfglanzende groefbij (Lasioglossum semilucens) is een vliesvleugelig insect uit de familie Halictidae. De wetenschappelijke naam van de soort is voor het eerst geldig gepubliceerd in 1914 door Alfken.